# امارپاتی، بارا
امارپاتی، بارا (به لاتین: Amarpatti, Bara) یک منطقهٔ مسکونی در نپال است که در Narayani Zone واقع شده‌است.

## خصوصیات
امارپاتی ۲٬۲۰۱ نفر جمعیت دارد.